# Nesophyla flavida
Nesophyla flavida är en insektsart som beskrevs av Henry Fairfield Osborn 1934. Nesophyla flavida ingår i släktet Nesophyla och familjen dvärgstritar. Utöver nominatformen finns också underarten N. f. bimaculata.